# Lečasta galaksija
Léčasta galaksíja je tip galaksije, ki v Hubblovi razvrstitvi galaksij predstavlja vmesno vrsto med eliptično in spiralno galaksijo. Lečaste galaksije so kolutaste galaksije (kakor spiralne) brez medzvezdne snovi (kakor eliptične galaksije).